# Julius Bär
Julius Bär è la più importante banca privata svizzera di gestione patrimoniale pure play che si occupa principalmente di attività di gestione patrimoniale per la clientela privata, gestendo un patrimonio di CHF 424 miliardi (entro la fine del 2022). La società è quotata alla borsa svizzera (SIX Swiss Exchange).
Julius Bär ha sede a Zurigo, in Svizzera, ed è presente in oltre 25 paesi e in più di 60 località. L'azienda ha uffici strategici nelle principali città del mondo, tra cui Dubai, Francoforte, Ginevra, Hong Kong, Londra, Lussemburgo, Città del Messico, Milano, Monaco, Montevideo, Mumbai, San Paolo, Singapore e Tokyo.
Tuttavia, la reputazione della banca è stata compromessa da varie controversie e sfide legali. Tra queste, una controversia legale con Wikileaks nel 2008, le accuse di aver aiutato cittadini statunitensi nell'evasione fiscale nel 2011 e una censura da parte dell'Autorità svizzera di vigilanza sui mercati finanziari (FINMA) nel 2020 per carenze nella lotta al riciclaggio di denaro. La banca è stata anche coinvolta in scandali di riciclaggio di denaro che hanno coinvolto funzionari venezuelani corrotti e ha dovuto affrontare indagini per il suo ruolo nel caso di corruzione della FIFA. Queste controversie hanno gettato un'ombra sulla sua eredità e hanno sollevato domande sulla sua conformità e sulle sue pratiche etiche.

## Storia
Julius Bär Group Ltd. è un gruppo di private banking svizzero con sede a Zurigo, Svizzera. L'azienda è stata fondata nel 1890 da Ludwig Hirschhorn e Theodor Grob. Grob lasciò l'azienda nel 1896, quando contemporaneamente si unirono Joseph Michael Uhl e Julius Bär. Nel 1901 Julius Bär acquistò la banca che in seguito gli sarebbe stata dedicata.
L'azienda rimase una partnership di un numero crescente di membri della famiglia Bär fino al 1940, quando iniziò ad espandersi a livello internazionale. Dal 1980 la Banca si è progressivamente aperta agli investitori non facenti parte della famiglia, diventando la prima banca privata svizzera quotata in borsa. Nel 2005 è diventata una società quotata in borsa. La banca è cresciuta enormemente da quando è diventata pubblica, come si può osservare dal numero di dipendenti: è cresciuta da circa 400 nel 1980 a oltre 6.000 nel 2021.

### Acquisizioni
Nel settembre 2005 la banca ha acquisito da UBS gli ex private banker Ferrier Lullin & Cie SA, Ehinger & Armand von Ernst AG, Banco di Lugano (BDL) e la società di asset management GAM (Global Asset Management), rendendola uno dei più grandi gestori patrimoniali indipendenti in Svizzera. UBS ha acquisito quasi il 21% delle azioni di Bär come parte dell'accordo, ma ha venduto la sua quota nel maggio 2007 per finanziare un riacquisto di azioni. GAM è stata successivamente scissa in una società separata nell'ottobre 2009.
Nell'agosto 2012, la banca ha acquisito l'attività di International Wealth Management (IWM) di Merrill Lynch con sede fuori dagli Stati Uniti da Bank of America. L'accordo è stato chiuso per 860 milioni di franchi svizzeri (884,8 milioni di dollari) e ha aumentato del 40% il patrimonio gestito di Julius Bär, portandolo a 251 miliardi di franchi (258,2 miliardi di dollari).
Nel novembre 2012, Julius Bär e Kairos Investment Management SpA ('Kairos') con sede a Milano hanno annunciato di aver raggiunto un accordo per una cooperazione per creare congiuntamente un operatore di gestione patrimoniale onshore leader in Italia. Tutte le attività di gestione patrimoniale italiana dei due gruppi sono gestite sotto il nome di Kairos Julius Bär
Infine, nel luglio 2014, Julius Bär ha annunciato di aver acquistato le attività di private banking della banca israeliana Leumi.

### Controversia sulla trasparenza
Nel febbraio 2008, Julius Bär Group ha inviato lettere di cessazione e desistenza a WikiLeaks e al suo registrar di domini, con conseguente azione legale. La banca ha inizialmente ottenuto un'ingiunzione permanente contro il registrar di domini di Wikileaks il 18 febbraio. Il 29 febbraio, un giudice federale ha sciolto l'ingiunzione iniziale, citando le preoccupazioni del Primo Emendamento. Il 5 marzo 2008 la banca ha archiviato il caso. Alex Widmer, amministratore delegato della Banca Julius Bär, si è suicidato il 4 dicembre 2008. Hans de Gier, ex capo del Gruppo Julius Bär, ha assunto le responsabilità di Widmer per il periodo intermedio.
Nel maggio 2009, Boris F. J. Collardi ha assunto il ruolo di CEO per il Gruppo Julius Bär Ltd. e la Banca Julius Bär & Co. Ltd.
Il 17 gennaio 2011, Rudolf Elmer ha fornito a Wikileaks i presunti dettagli dei conti bancari di 2.000 persone e società di tre istituti finanziari, tra cui Julius Bär Elmer, un precedente dipendente di Julius Bär, ha lavorato per la banca dai primi anni '80 fino al 2002, quando è stato licenziato per furto di dati. Nel 2008, Elmer aveva precedentemente divulgato informazioni bancarie a Wikileaks, secondo la rivista tedesca Der Spiegel, che aveva definito i suoi documenti "in parte autentici e in parte falsi". In seguito è stato riferito che i dischi erano vuoti e che l'evento era uno stratagemma per attirare l'attenzione sul procedimento giudiziario di Elmer in Svizzera.
Nel 2011, Julius Bär è stata una delle dodici banche svizzere ad essere sottoposte a indagini federali negli Stati Uniti per aver presumibilmente aiutato cittadini statunitensi a commettere evasione fiscale. La banca ha successivamente scelto di impegnarsi con gli investigatori federali, collaborando con l'indagine del Dipartimento di Giustizia degli Stati Uniti e accettando la responsabilità della propria condotta. Il 4 febbraio 2016, la banca ha firmato un accordo di deferred prosecution con il DOJ e ha accettato di pagare una multa di 547 milioni di dollari. L'amministratore delegato ad interim Bernhard Hodler ha reagito all'accordo in una dichiarazione in cui afferma che "questo importante passo conferma l'approccio di Julius Bär a collaborare in modo costruttivo con le autorità competenti e il nostro impegno ad adempiere ai nostri obblighi e responsabilità normative".
Il 20 febbraio 2020 l'Autorità federale di vigilanza sui mercati finanziari (FINMA) ha censurato Julius Bär per essere stata "significativamente carente" nella lotta al riciclaggio di denaro tra il 2009 e il 2018 in relazione alle accuse di corruzione che coinvolgevano la FIFA e la PDVSA, la società statale venezuelana di petrolio e gas. La FINMA ha ordinato a Julius Bär di modificare le sue politiche retributive e di assunzione, e ha nominato un revisore per supervisionare la banca al fine di garantire la sua conformità agli standard antiriciclaggio. Nel marzo 2021, la FINMA ha revocato il divieto di effettuare grandi acquisizioni per Julius Bär. La decisione è stata motivata da una relazione di un revisore indipendente che ha supervisionato l'attuazione delle misure ordinate dalla FINMA. Julius Bär ha dichiarato di aver accolto con favore la decisione e di aver preso atto dei "significativi progressi compiuti dal divieto".
Julius Bär, una banca svizzera, ha affrontato una controversia significativa derivante dal suo coinvolgimento in uno schema di riciclaggio di denaro associato a funzionari venezuelani corrotti. Lo scandalo è venuto alla luce nel 2018 quando Matthias Krull, ex banchiere di Julius Bär, è stato arrestato con l'accusa di riciclaggio di denaro a Miami mentre era in vacanza con la famiglia. La collaborazione di Krull con le autorità statunitensi ha portato a una riduzione della sua condanna a 10 anni di carcere del 65% nel settembre 2023. Nel 2022 le autorità di regolamentazione svizzere hanno inoltre riscontrato carenze sistemiche nelle pratiche di compliance di Julius Bär, tra cui carenze nell'identificazione dei clienti latinoamericani e nell'incentivazione di comportamenti che sollevano problemi di riciclaggio di denaro.
Nel 2015, Julius Bär ha iniziato a collaborare con il Dipartimento di Giustizia degli Stati Uniti in merito alle sue indagini su presunti casi di riciclaggio di denaro e corruzione che coinvolgono funzionari e affiliati della federazione mondiale di calcio, la FIFA. Successivamente Julius Bär ha stipulato un accordo triennale di rinvio dell'azione penale con il Dipartimento di Giustizia e ha accettato di pagare multe per un totale di oltre 79 milioni di dollari. Il 27 maggio 2021, Julius Bär ha concluso l'accordo con il Dipartimento di Giustizia, risolvendo l'indagine sul ruolo della banca.
Nell'ottobre 2023, il Financial Times ha pubblicato un'inchiesta su una presunta frode alla Julius Bär. L'articolo racconta dei coniugi Gregory e Vera Mirlas che hanno affidato il loro patrimonio alla banca privata svizzera Julius Bär attraverso un consulente di gestione patrimoniale indipendente. Successivamente, hanno scoperto una significativa appropriazione indebita del loro patrimonio a partire dal 2009. Questa presunta frode è venuta alla luce nell'ottobre 2019, quando la coppia ha incontrato il proprio banchiere di Goldman Sachs presso la sede di Julius Bär e ha scoperto notevoli discrepanze nei saldi dei propri conti. Il loro ex consulente, Benjamin G. di Julius Bär, è stato successivamente accusato di appropriazione indebita e condannato a tre anni di carcere nell'ottobre 2023. La coppia ha anche intentato una causa civile contro Benjamin G. e Julius Bär, oltre a presentare una denuncia alla FINMA, l'autorità di regolamentazione finanziaria svizzera, per indagare su potenziali violazioni della conformità e sull'agevolazione del riciclaggio di denaro da parte della banca.

## Direzione[29]
- Philipp Rickenbacher (CEO)
- Yves Robert-Charrue (Responsabile Svizzera, Europa, Medio Oriente e Africa)
- Jimmy Lee Kong Eng (Responsabile Asia Pacifico)
- Beatriz Sanchez (Capo Americhe)
- Nic Dreckmann (Direttore operativo e capo intermediari)
- Nicolas de Skowronski (Soluzioni di gestione patrimoniale e di investimento, Responsabile soluzioni di gestione patrimoniale)
- Yves Bonzon (Soluzioni per gli investimenti e la gestione patrimoniale, Chief Investment Officer)
- Dieter A. Enkelmann (Direttore finanziario)
- Oliver Bartholet (Chief Risk Officer)